# Municipio de Roseland (Minnesota)
El municipio de Roseland (en inglés: Roseland Township) es un municipio ubicado en el condado de Kandiyohi en el estado estadounidense de Minnesota. En el año 2010 tenía una población de 371 habitantes y una densidad poblacional de 4,07 personas por km².

## Geografía
El municipio de Roseland se encuentra ubicado en las coordenadas 44°55′42″N 95°4′29″O / 44.92833, -95.07472. Según la Oficina del Censo de los Estados Unidos, el municipio tiene una superficie total de 91.27 km², de la cual 91,23 km² corresponden a tierra firme y (0,04 %) 0,04 km² es agua.

## Demografía
Según el censo de 2010, había 371 personas residiendo en el municipio de Roseland. La densidad de población era de 4,07 hab./km². De los 371 habitantes, el municipio de Roseland estaba compuesto por el 98,65 % blancos, el 0,27 % eran asiáticos, el 0,81 % eran de otras razas y el 0,27 % eran de una mezcla de razas. Del total de la población el 1,62 % eran hispanos o latinos de cualquier raza.